# 守护星
《守护星》（英語：In Safe Hands）是新加坡新传媒私人有限公司的电视剧，由陈罗密欧、陈楚寰、邓伟德及芳榕领衔主演，洪慧芳、陈天文共同演出。

## 劇情簡介
峻毅是民防部隊的輪值指揮官。他幫助醫療救護人員和消防人員，俱樂部竭盡全力守護傷者，完成救援工作。同一團隊的萱玟和書敏發現了隊友傑登與峻毅之間的兄弟之情轉為冷漠，試圖找出緣由，意外地在過程中與峻毅和Jayden產生情愫。